# Г'ю Ілтіс
Г'ю Гельмут Ілтіс (англ. Hugh Hellmut Iltis; 7 квітня 1925, Брно, Чехословаччина — 19 грудня 2016) — американський ботанік, почесний професор ботаніки чехословацького походження, відомий передусім своїми відкриттями в напрямку селекції цукрової кукурудзи.

## Біографія
Виріс в Чехословаччині, але вимушено виїхав з Європи як біженець за кілька тижнів до вторгнення нацистів в країну в березні 1939 року. Його батько Гуго Ілтіс був вчителем в Гімназії Брно, ботаніком і генетиком, а також красномовним противником нацистської євгеніки. Він був біографом Грегора Менделя.
Служив в армії США в Європі під час Другої світової війни, спочатку в артилерії. Потім його було переведено до розвідувального підрозділу. Після війни Ілтіса було відправлено до Німеччини, де він розбирав документи, залишені нацистами, і виявляв докази німецьких військових злочинів.
Після війни вивчав передусім систематику рослин і таксономію з акцентом на родину каперцевих. Будучи пристрасним колекціонером рослин, він очолював чисельні експедиції до багатьох частин світу для пошуку нових видів рослин.
Як ботанік займав посаду директора Гербарію Університету Вісконсину в Медісоні. Його праці мають велике економічне значення, так як він визначив нові джерела генетичної мінливості, які було використано рослинниками. Використав таксономічні і морфологічні підходи для дослідження окультурювання кукурудзи. Його праця підтримувала уявлення, що окультурена кукурудза була отримана з видів роду кукурудза, групи трав, що ростуть в дикому вигляді в багатьох районах Мексики.
Інше відкриття Ілтіс зробив в 1962 році, під час експедиції по збору рослин в Перу. Ілтіс визначив дикий помідор, що ніколи раніше не класифікувався таксономістами; він відмітив його як № 832. Ілтіс послав зразки і насіння багатьом спеціалістам в цій галузі і зібрав екземпляри для кількох гербаріїв. Цей дикий помідор виявився новим видом з набагато більшим вмістом цукру і сухих речовин, ніж у окультурених помідорів. В якості джерела для гібридизації з окультуреними помідорами його було використано для покращення смаку помідорів і для підвищення вмісту цукру і сухих речовин.

## Наукова діяльність
Спеціалізувався на насінних росинах.

## Деякі публікації
- Iltis, Hugh H. (1983). From teosinte to maize: The catastrophic sexual transmutation. Science 222 (4626): 886—894.
- Iltis, Hugh H. (1982). Discovery of No. 832: An essay in defense of the National Science Foundation. Desert Plants 3: 175—192.